# Joan Birman
Joan Birman   (Nova York, 30 de maig de 1927)) és una matemàtica estatunidenca especialitzada en topologia en poques dimensions. Ha fet contribucions a l'estudi dels nusos, de les 3-varietats, de la teoria de grups, de les estructures de contacte i dels sistemes dinàmics. Birman és catedràtica emèrita d'Investigació al Barnard College de la Universitat de Colúmbia, on ha estat des de 1973.

## Família
Els seus pares eren George i Lillian Lyttle, tots dos immigrants jueus. El seu pare era de Rússia, però va créixer a Liverpool, Anglaterra. La seva mare va néixer a Nova York i els seus pares eren immigrants russopolonesos. Als 17 anys, George va emigrar als EUA i es va convertir en un fabricant d'èxit de vestits. Agraïa les oportunitats de tenir un negoci, però volia que les seves filles se centressin en l'educació.
Joan Birman té tres fills. El seu difunt marit, Joseph Birman, fou un físic i destacat defensor dels drets humans per als científics

## Educació
Després de l'escola secundària, Birman va ingressar al Swarthmore College, una institució coeducativa a Swarthmore, Pennsilvània, i es va especialitzar en matemàtiques. Tot i això, a ella no li agradava de viure a un pis d'estudiants, per la qual cosa es va traslladar al Barnard College, l'única universitat femenina afiliada a la Universitat de Colúmbia, per viure a casa.
Birman va rebre un Bachelor of Arts B.A. (1948) en matemàtiques del Barnard College i un n M.A. (1950) en física de la Universitat de Colúmbia. Després de treballar a la indústria des del 1950 fins al 1960, va fer un doctorat en matemàtiques a l'Institut Courant (NYU) sota la supervisió de Wilhelm Magnus, i es va graduar el 1968. La seva tesi es titulava Braid groups and their relationship to mapping class groups.

## Carrera
La primera feina de Birman fou a l'Institut Tecnològic Stevens (1968–1973). El 1969 va publicar "On Braid Groups", que va introduir la Seqüència Exacta de Birman, que es va convertir en una de les eines més importants en l'estudi de trenes i superfícies.Durant la darrera part d'aquest període, va publicar una monografia, Braids, links, and mapping class groups basada en un curs de postgrau que va impartir com a professora visitant a la Universitat de Princeton el 1971-1972. Aquest llibre es considera el primer tractament integral de la teoria de les trenes, introdueix la teoria moderna al camp, i conté la primera prova completa del teorema de Màrkov.
El 1973, va entrar al Barnard College. El 1987 va ser seleccionada per l'Association for Women in Mathematics per ser una professora Noether; aquesta conferència honora les dones que han aportat contribucions fonamentals i sostingudes a les ciències matemàtiques.Va ser investigadora visitant a l'Institut d'Estudis Avançats de Princeton a l'estiu de 1988. També ha estat becària de la Fundació Sloan (1974–76) i de Fundació Guggenheim (1994–95). El 1996 va guanyar el Premi Chauvenet. Després el 2005, va guanyar el Premi de l'alcalde a l'excel·lència en ciència i tecnologia de la ciutat de Nova York.
Ha supervisat 21 estudiants de doctorat i té un total de 50 deixebles acadèmics. Els seus estudiants de doctorat inclouen Józef Przytycki.
El 1990, la Societat Americana de Matemàtiques va establir el Premi Ruth Lyttle Satter de Matemàtiques, també anomenat Premi Satter amb una donació de Joan Birman, en memòria de la seva germana, Ruth Lyttle Satter,que treballava principalment en ciències biològiques i que era una defensora de la igualtat d'oportunitats per a les dones en ciències.
El 2017, va dotar la beca Joan i Joseph Birman per a dones a la Societat Americana de Matemàtiques per donar suport a la investigació matemàtica de dones.

## Obra
El treball científic de Birman inclou 77 publicacions de recerca i 16 articles o ressenyes expositives. És autora de la monografia de la investigació Braids, Links, and Mapping Class Groups.

## Reconeixment
El 2012 es va convertir en membre de la Societat Americana de Matemàtiques
L'Association for Women in Mathematics l'ha inclosa a la classe 2020 de Companyes de l'AWM per "la seva investigació innovadora que connecta diversos camps i per la seva premiada redacció expositiva; per donar suport continu a les dones en matemàtiques com a mentora activa i un model de recerca; i per patrocinar iniciatives de diversos premis per a dones".

## Selecció de publicacions
- Birman, Joan S.; Hilden, Hugh M. «On Isotopies of Homeomorphisms of Riemann Surfaces» (en anglès). Annals of Mathematics, volum 97, núm. 3, 1973, pàg. 424–439. DOI: 10.2307/1970830. JSTOR: 1970830.
- «Heegaard splittings of branched coverings of 𝑆³» (en anglès). Transactions of the AMS, volum 213, 1975, pàg. 315–352.
- Birman, Joan S.; Lubotzky, Alex; McCarthy, John «Abelian and solvable subgroups of the mapping class groups» (en anglès). Duke Mathematical Journal, 50, 4, 1983, pàg. 1107–1120. DOI: 10.1215/S0012-7094-83-05046-9.
- Birman, Joan S.; Williams, R.F. «Knotted periodic orbits in dynamical systems—I: Lorenz's equation» (en anglès). Topology, volum 22, 1983, pàg. 47–82. DOI: 10.1016/0040-9383(83)90045-9.
- Birman, Joan S. «On the Jones polynomial of closed 3-braids» (en anglès). Inventiones Mathematicae, volum 81, núm. 2, 1985, pàg. 287–294. DOI: 10.1007/BF01389053.
- Birman, Joan S.; Wenzl, Hans «Braids, link polynomials and a new algebra». Transactions of the AMS, 313, 1989, pàg. 249–273. DOI: 10.1090/S0002-9947-1989-0992598-X.
- Birman, Joan S.; Menasco, William W. «Studying links via closed braids IV: composite links and split links» (en anglès). Inventiones Mathematicae, 102, 1990, pàg. 115–139. arXiv: math/0407403. DOI: 10.1007/BF01233423.
- Birman, Joan S.; Lin, Xiao-Song «Knot polynomials and Vassiliev's invariants» (en anglès). Inventiones Mathematicae, 111, 1993, pàg. 225–270. DOI: 10.1007/BF01231287.
- Birman, Joan; Ko, Ki Hyoung; Lee, Sang Jin «A New Approach to the Word and Conjugacy Problems in the Braid Groups» (en anglès). Advances in Mathematics, volum 139, núm. 2, 1998, pàg. 322–353. arXiv: math/9712211. DOI: 10.1006/aima.1998.1761.
- Birman, Joan S.; Wrinkle, Nancy C. «On Transversally Simple Knots» (en anglès). Journal of Differential Geometry, volum 55, núm. 2, 2000, pàg. 325–354. arXiv: math/9910170. DOI: 10.4310/jdg/1090340880.
- Birman, Joan S.; Ko, Ki Hyoung; Lee, Sang Jin «The Infimum, Supremum, and Geodesic Length of a Braid Conjugacy Class» (en anglès). Advances in Mathematics, 164, 2001, pàg. 41–56. arXiv: math/0003125. DOI: 10.1006/aima.2001.2010.
- Birman, Joan; Margalit, Dan; Menasco, William «Efficient geodesics and an effective algorithm for distance in the complex of curves» (en anglès). Mathematische Annalen, 366, 3–4, 2016, pàg. 1253–1279. arXiv: 1408.4133. DOI: 10.1007/s00208-015-1357-y.
- Braids, links and mapping class groups (en anglès).  Princeton U. Press, 1975 (Annals of Mathematical Studies). ISBN 978-0691081496.[15]